# Iglesia de San Vicente (Otero de María Asensio)
La iglesia de San Vicente es un edificio en ruinas del municipio español de Calvarrasa de Arriba, en la provincia de Salamanca. Se trata de una pequeña iglesia de planta rectangular con aproximadamente 14 m de largo y 9 m de ancho, ubicada en el despoblado de Otero de María Asensio.

## Localización
Se encuentra en el despoblado Otero de María Asensio, ubicado en el actual municipio de Calvarrasa de Arriba, aunque se encuentra más cerca de la urbanización Los Cisnes, perteneciente al término municipal de Salamanca.

## Cronología
El despoblado tiene sus orígenes en el siglo XIII, sin embargo, la iglesia presenta características estilísticas más tardías que llevan a datarla sobre el siglo XV.

## Análisis estilístico
La iglesia tiene una planta rectangular con un cuerpo de campanas con doble vano que constituye el único elemento vertical del edificio. Se compone únicamente de una nave y una pequeña sacristía que servía también como acceso al cuerpo de campanas.

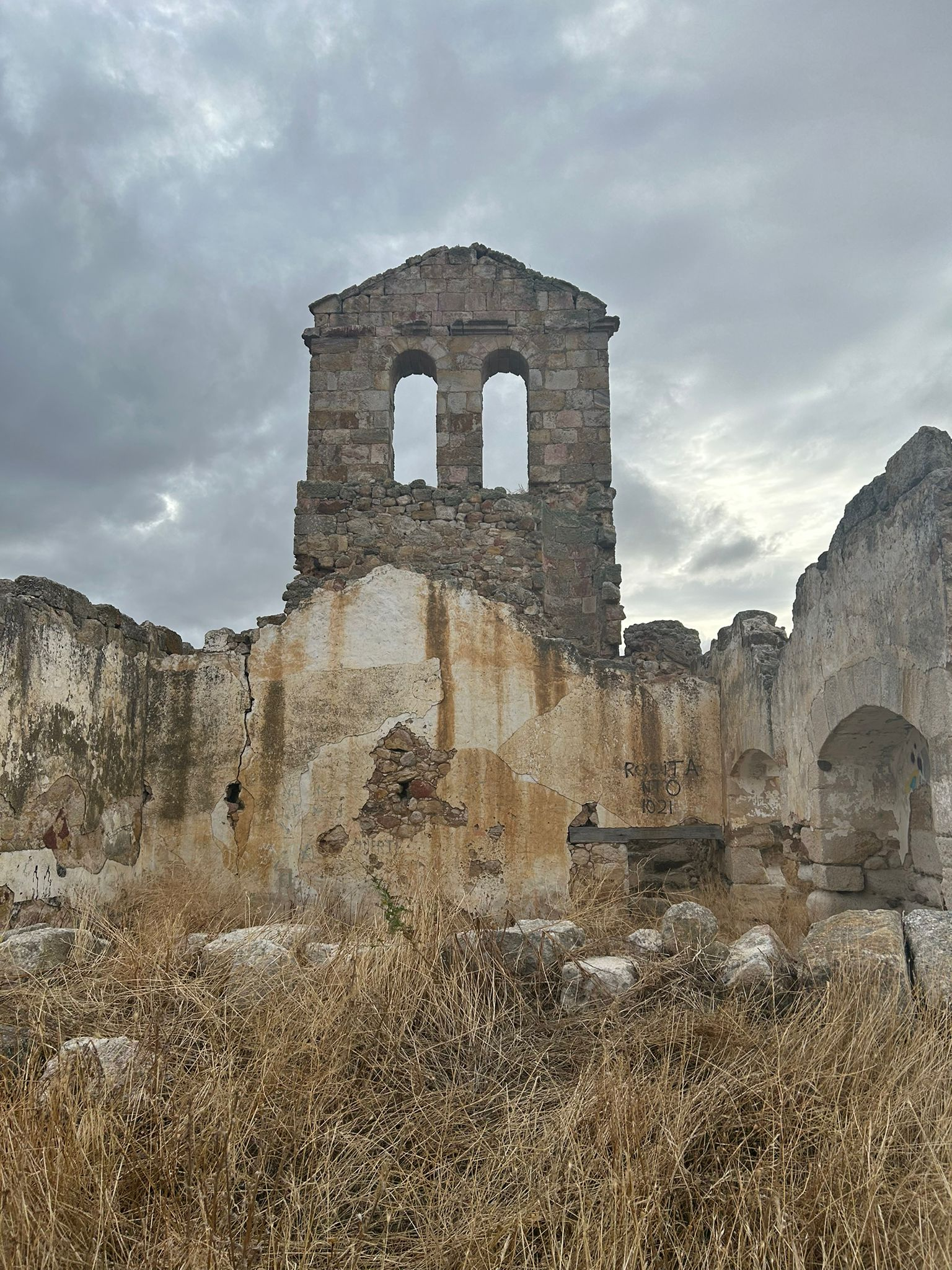
Vista del interior de San Vicente

Se enmarca en el gótico rural castellano, cuya cronología abarca desde el siglo XIII hasta el XVI. A diferencia de otras partes de Europa y la península, el gótico tiene un gran calado en los ambientes rurales castellanoleoneses extendiéndose hasta más allá de sus tradicionales límites cronológicos.

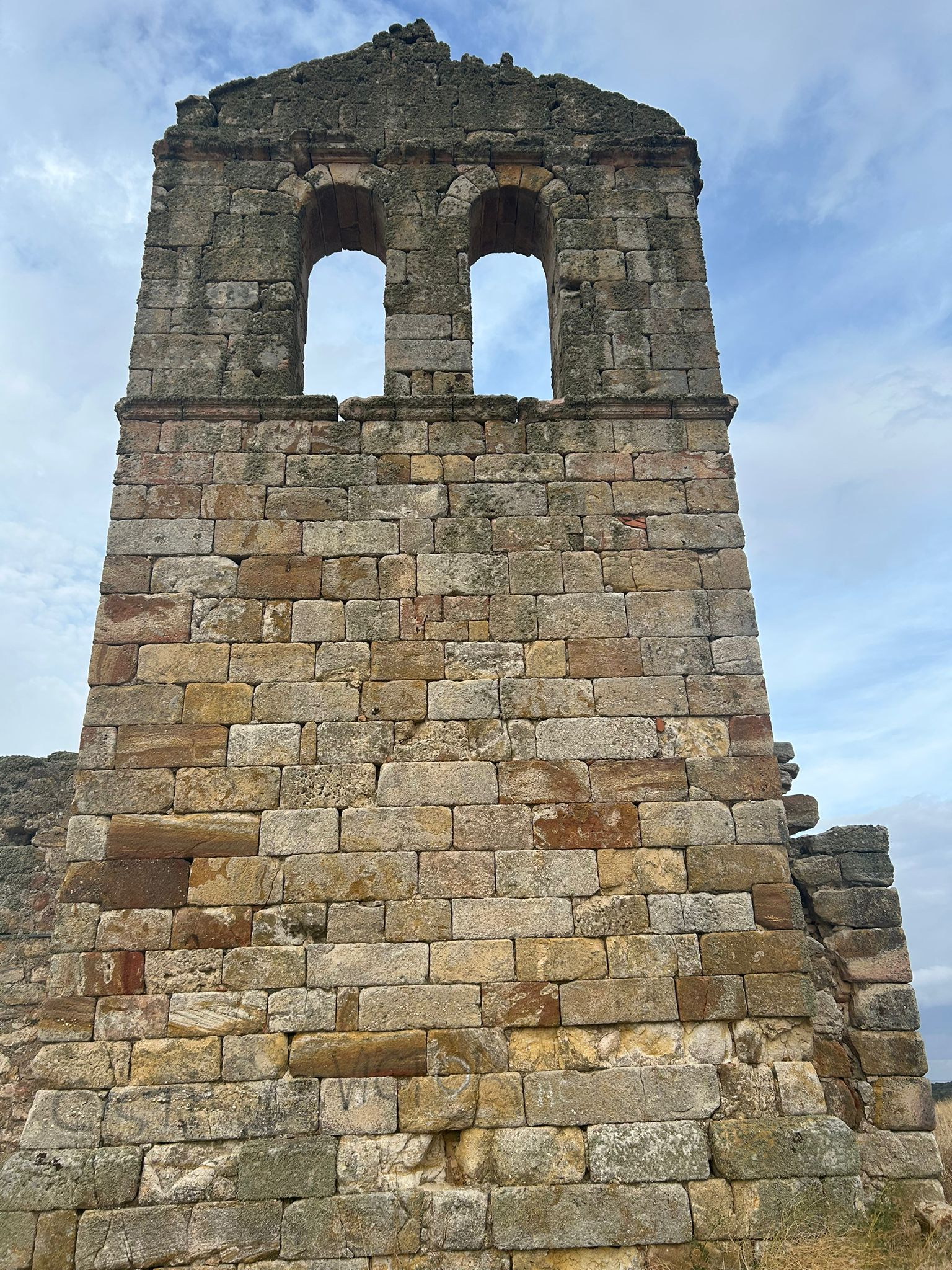
Detalle del campanario de San Vicente

Las iglesias de cronología mas tardías, como San Vicente, suelen conformar una mezcla de rasgos góticos y renacentistas. Pueden observase aquí en la esbeltez del campanario y los vanos de este, de calado goticista y en el frontón triangular con cornisa de corte renacentista. Así mismo era de corte gótico el arco apuntado que estaba en el lado oriental de la iglesia, que se derrumbó en 2015.

## Estado de conservación
La iglesia de San Vicente se encuentra en estado de ruina y tanto sus alrededores como su interior se utilizan frecuentemente como vertedero. Sus paredes, tanto exteriores como interiores, han sido vandalizadas con pintadas y grafitis. La ruina requiere de una estabilización inmediata, en especial el campanario, pues amenaza con derrumbarse.
La intervención debe realizarse siguiendo los criterios propuestos por las cartas de restauración internacionales como son la Carta de Cracovia 2000 o la Carta de Venecia 1964.
En ellas se especifica la importancia del criterio de mínima intervención, así como de la utilización de materiales visiblemente distintos de los originales o la importancia de preservar la pátina de los edificios.
Por ello, no se llevará a cabo una reconstrucción total del edificio, ya que supondría una falsificación de la autenticidad de San Vicente y la vulneración de su valor como documento histórico.

## Valoración patrimonial
El patrimonio cultural esta constituido por la herencia de los tiempos pasados, es un legado de bienes que nos pertenece a todos por igual y del que debemos responsabilizarnos para que no caiga en el olvido y así preservarlo, salvaguardarlo y difundirlo y con él, la memoria y cultura de las sociedades.
San Vicente no ha sido correctamente valorado ni lo es en la actualidad, lo que ha llevado a su estado de ruina casi total y que, si no se cambia, llevara a su desaparición.
Sin embargo, San Vicente presenta numerosos valores patrimoniales que la hacen digna de ser conservada.
Entre estos se encuentra su valor histórico, San Vicente conserva su vigencia como documento histórico y puede ser de gran relevancia en las investigaciones relacionadas con los poblamientos y despoblamientos de la zona, así como para las investigaciones del despoblado en el que se ubica o a propósito de los marquesados de Dávila y del Trebolar que fueron titulares de las tierras.
Así mismo san Vicente tiene un valor de antigüedad, por ser capaz de representar el paso del tiempo desde su creación, al igual que un Valor de autenticidad, pues sus elementos no han sido substituidos o falsificados. Tiene también un valor artístico, por lo estéticamente atractivas que llegan a ser sus ruinas y un valor paisajístico por lo representativas que son en conjunto con el paisaje de la zona.
San Vicente posee también un gran valor simbólico-identitario para las personas que habitaron el despoblado, que aun guardan en el recuerdo la iglesia y que se han encargado de transmitir este cariño a sus hijos y nietos, constituyendo una parte importante de la identidad cultural de estas familias.
Además, San Vicente puede llegar a poseer un valor de rentabilidad socioeconómica, si tras la intervención de estabilización de la ruina, se dinamiza y fomenta mediante iniciativas como su inclusión en rutas de senderismo o bici, ya comunes en la zona, o mediante un diálogo con obras artísticas de nueva creación que puedan enriquecer y explicar la ruina.
Aunque se trate de un monumento modesto, como ya se indica en la carta de Venecia 1964, la salvaguardia del patrimonio no debe limitarse solamente a las grandes creaciones sino también a las obras modestas.